# Ukdungle
Ukdungle est un petit village du district de Leh dans le Ladakh en Inde. Avec ses 4 659 mètres d'altitude, elle est la plus haute ville d'Inde et la cinquième ville la plus haute du monde.